# Saint-Lyé
Saint-Lyé település Franciaországban, Aube megyében. Lakosainak száma 2867 fő (2022. január 1.). Saint-Lyé Barberey-Saint-Sulpice, Macey, Mergey, Montgueux, Le Pavillon-Sainte-Julie, Payns, Saint-Benoît-sur-Seine és Sainte-Maure községekkel határos.

## Népesség
A település népessége az elmúlt években az alábbi módon változott:
| Lakosok száma | 1258 | 2189 | 2496 | 2728 | 2914 | 2935 | 2915 | 2885 | 2889 | 2867 |
|               | 1968 | 1982 | 1990 | 2006 | 2013 | 2015 | 2017 | 2019 | 2020 | 2022 |